# Michael Griem
Michael Griem, eigentlich Michael Grim (* 1946 in Allentsteig) ist ein österreichischer Schauspieler.

## Leben
Griem besuchte nach dem Gymnasium eine Textilfachschule, die er als Textil-Ingenieur abschloss. Anschließend studierte er an der Schauspielschule Krauss in Wien. 1968 erhielt er sein erstes Engagement in Wien, stand aber bereits 1964 in dem Film Das hab ich von Papa gelernt erstmals vor der Kamera.
1969 gastierte er mit dem Musical Hair als Claude/Woof in Berlin, Stuttgart und Zürich. 1971/72 und 1974/75 spielte er in Basel am Schweizerischen Tourneetheater, 1973 an der Komödie Hamburg, dann an den Städtischen Bühnen Augsburg und bei den Kreuzgangspielen Feuchtwangen (1977), am Münchner Theater für Kinder (1979/80), am Theater Baden-Baden (1981 bis 1983), am Grenzlandtheater Aachen (1983/84), am Theater der Stadt Koblenz (1983 bis 1986), am Kleinen Theater Bonn-Bad Godesberg und an der Landesbühne Rheinland-Pfalz (1986/87).
Griem verkörperte an diesen Bühnen zahlreiche Rollen, zum Beispiel Billing in Ein Volksfeind und Dr. Kegel in Die Ratten am Tourneetheater Basel, die Titelrolle in Anatol am Theater Baden-Baden, Jupiter in Amphitryon, Eilers in Des Teufels General (Regisseur: Claus Biederstaedt), Dr. Sanderson in Mein Freund Harvey und Cassio in Othello, alle am Theater der Stadt Koblenz. Er wirkte auch in zahlreichen Hörspielen mit.

## Filmografie
- 1964: Das hab ich von Papa gelernt
- 1967: Liebesnächte in der Taiga
- 1969: Das Fernsehgericht tagt (Serie)
- 1975: Tatort: Als gestohlen gemeldet
- 1977/78: Aktenzeichen XY … ungelöst (Serie)
- 1979: Vater, mein Vater
- 1980: Ein bißchen was Schönes
- 1981: Erklärbare Wunder
- 1982: Goldene Zeiten – Bittere Zeiten (Serie)
- 1986: Derrick (Serie)
- 1992: Gute Zeiten, schlechte Zeiten (Serie)
- 1993: Großstadtrevier: Das Radrennen
- 1995: Faust: Tödliche Route
- 1995: Tränen eines Siegers
- 1996: Tatort: Tod auf Neuwerk
- 1998: Großstadtrevier: Faule Eier
- 2000: Ich kaufe mir einen Mann
- 2000: Am Ende siegt die Liebe
- 2000: Großstadtrevier: Tote leben länger
- 2000: Die blauen und die grauen Tage
- 2000: St. Angela: Liebe macht blind
- 2000: Der Briefbomber
- 2005: Bella Block: Die Frau des Teppichlegers
- 2005: Die Rettungsflieger: Trennung
- 2007: Küstenwache: Hai-Alarm